# Rolf Grawert
Rolf Grawert (* 21. November 1936 in Berlin) ist ein deutscher Rechtswissenschaftler.
Nach dem Schulbesuch in Braunschweig studierte Grawert Rechts- und Wirtschaftswissenschaften an den Universitäten Heidelberg und München. 1967 wurde er in Heidelberg bei Ernst Forsthoff mit einer Arbeit über Verwaltungsabkommen zwischen Bund und Ländern in der Bundesrepublik Deutschland promoviert. 1972 habilitierte er sich an der Universität Bielefeld mit einer Arbeit zur Entstehung der Staatsangehörigkeit. Staatsrecht und insbesondere Staatsangehörigkeit waren auch fortan Schwerpunkt seiner Forschung. Von 1974 bis zu seiner Emeritierung 2002 hatte Grawert den Lehrstuhl für Öffentliches Recht an der Ruhr-Universität Bochum inne. Er war zugleich als Richter am Oberverwaltungsgericht für das Land Nordrhein-Westfalen tätig.
Grawert war Gründungsdekan und Vorsitzender der Gründungskommission des zum 1. Januar 1991 vom Minister für Wissenschaft, Forschung und Kultur, Hinrich Enderlein, verfügten Fachbereichs Rechtswissenschaft an der Brandenburgischen Landeshochschule (BLH), deren Nachfolgerin die Universität Potsdam wurde. Ihm wurde die Ehrenprofessur der Wissenschaftlichen Akademie Krakau verliehen. Er ist Mitherausgeber der Zeitschrift Der Staat. Er war Mitglied der Vereinigung für Verfassungsgeschichte.

## Werke (Auswahl)
- Verwaltungsabkommen zwischen Bund und Ländern in der Bundesrepublik Deutschland. Eine kritische Untersuchung der gegenwärtigen Staatspraxis mit einer Zusammenstellung der zwischen Bund und Ländern abgeschlossenen Abkommen, Heidelberg 1967 (zugleich: Diss., Univ. Heidelberg, Juristische Fakultät, 1967).
- Staat und Staatsangehörigkeit. Verfassungsgeschichtliche Untersuchung zur Entstehung der Staatsangehörigkeit (= Schriften zur Verfassungsgeschichte, Band 17), Duncker & Humblot, Berlin 1973 (zugleich: Habil.-Schrift, Univ. Bielefeld, Fakultät für Rechtswiss., 1972), ISBN 3-428-02877-5.
- Staatsangehörigkeit und Staatsbürgerschaft. In: Der Staat 23 (1984), S. 179 ff.
- Jurisprudenz in Potsdam – eine Gründungsgeschichte. In: Manfred Görtemaker (Hrsg.): 25 Jahre Universität Potsdam. Rückblicke und Perspektiven, Berlin 2016, ISBN 978-3-95410-071-2, S. 39–49.